# 재키 윌슨
재키 리로이 윌슨 2세(Jack Leroy Wilson Jr., 1934년 6월 9일 - 1984년 1월 21일)는 1950, 60년대에 활약한 미국의 가수 겸 공연자이다. 리듬 앤 블루스를 솔로 이행함에 있어 지대한 영향을 미친 인물로 평가된다. 별칭은 '미스터 익사이트먼트(Mr. Excitement)'. 쇼맨쉽의 귀재이자 솔, R&B, 로큰롤의 역사에 있어서 가장 다이나믹한 가수 겸 공연자로도 평가된다.
R&B 보컬 그룹 빌리 워드 앤 히즈 도미노스의 일원으로서 그 명성을 떨쳤으며 57년 솔로로서 활동하기 시작하여 &B, 팝, 소울, 두왑, 이지 리스닝까지를 아우르는 싱글을 차트에 50회 넘게 진입시켰다. 개중에서 16개 곡이 R&B 히트곡으로 이중에서도 6곡은 1위를 달성했다. 빌보드 핫 100에서는 톱 20 팝 히트곡이 14곡이며 톱 10에 10곡을 진입시켰다.
사후 1987년 로큰롤 명예의 전당에 헌액되었다. 국립 리듬 앤 블루스 명예의 전당에도 헌액되었다. 윌슨의 곡 중 두 개가 그래미 명예의 전당에 등록되었다. 2003년 리듬 앤 블루스 재단의 유산기념상을 수상하였다. 2004년 《롤링 스톤》지 선록 역사상 가장 위대한 아티스트 100인에서 69위에 올랐으며, 아울러 역사상 가장 위대한 가수 선록에서는 26위에 올랐다.